# Wapen van Wellen

Het wapen van Wellen (sinds 1988).

Het wapen van Wellen is het heraldisch wapen van de Limburgse gemeente Wellen. Het wapen werd op 16 september 1988 bij Ministerieel Besluit aan de nieuwe fusiegemeente Wellen toegekend.

## Geschiedenis
Nadat Wellen in 1977 was gefusioneerd met Berlingen, Herten en Ulbeek, werd door de gemeenteraad een voorstel ingediend voor een gemeentewapen. Men baseerde zich hiervoor op het zegel van de schepenbank van Wellen uit de 17e-18e eeuw (als vrije heerlijkheid die toebehoorde aan de abdij van Munsterbilzen) met daarop Sint-Brigida van Kildare met stralenkroon (de patroonheilige van de parochie) met een mijter in haar hand en vergezeld van een koe en een boom met in de afsnede "S. BRIGIDA O. P. N." en als omschrift "SIGILLUM • IUSTITIÆ • DE • WELLEN". Er zou evenwel tegenkanting van de katholieke partij zijn geweest om de patroonheilige te gebruiken, wat vooral zou zijn geweest omdat het voorstel werd gedaan door de toenmalige liberale burgemeester Eloi Vandersmissen.

## Blazoenering
De huidige blazoenering luidt:

In lazuur een Sint-Brigida van Kildare, staande op een grond, vergezeld rechts van een koe en links van een boom, alles van goud.
— Ministerieel Besluit van 16 september 1988.